# 1249 Rutherfordia
1249 Rutherfordia (1932 VB) là một tiểu hành tinh vành đai chính được phát hiện ngày 4 tháng 11 năm 1932 bởi K. Reinmuth ở Heidelberg.